# Колдвел (Тексас)
Колдвел (енгл. Caldwell) град је у америчкој савезној држави Тексас. Налази се у округу Берлесон, чије је седиште. По попису становништва из 2010. у њему је живело 4.104 становника.

## Демографија
Према попису становништва из 2010. у граду је живело 4.104 становника, што је 655 (19,0%) становника више него 2000. године.
| Група             | 2000.         | 2010.         |
| Белци             | 2.181 (63,2%) | 2.404 (58,6%) |
| Афроамериканци    | 436 (12,6%)   | 521 (12,7%)   |
| Азијати           | 3 (0,1%)      | 9 (0,2%)      |
| Хиспаноамериканци | 792 (23,0%)   | 1.132 (27,6%) |
| Укупно            | 3.449         | 4.104         |